# Fundamentalistická Církev Ježíše Krista Svatých posledních dnů
Fundamentalistická Církev Ježíše Krista Svatých posledních dnů (FLDS) je jednou z odštěpených náboženských skupin v rámci mormonismu.
Hlavním důvodem odštěpení roku 1890 byla stálá praxe tzv. plurálního manželství, tedy fakticky polygamie. Zatímco většinová Církev Ježíše Krista Svatých posledních dní ji opustila, tyto okrajové skupiny (sdružené většinou v této církvi) ji nadále zachovávají. Jednotlivé případy se stávají vděčným objektem mediálního zájmu. Mediálně vděčné jsou zprávy o těchto odštěpených skupinách. O případu Warrena Jeffse informoval například i americký televizní kanál NBC News.
Portál The Guardian odhaduje počet členů na 10 000.

## FLDS v kultuře
Český portál Náboženský infoservis upozornil na čtyřdílný seriál Netflixu Keep Sweet: Pray and Obey (česky přeloženo jako Modlit se, poslouchat, neodmlouvat). Věnuje se jedné z nejznámějších postav tohoto hnutí, Warrenu Jeffsovi.